# یواس‌اس بریروس (ای‌آر-۱۲)
یواس‌اس بریروس (ای‌آر-۱۲) (به انگلیسی: USS Briareus (AR-12)) یک کشتی بود. این کشتی در سال ۱۹۴۱ ساخته شد.